# Oberhausen
Oberhausen é uma cidade da Alemanha localizada na região administrativa de Düsseldorf, estado da Renânia do Norte-Vestfália.
Oberhausen é uma cidade independente (Kreisfreie Städte) ou distrito urbano (Stadtkreis), ou seja, possui estatuto de distrito (kreis). As cidades vizinhas são Essen, Mülheim an der Ruhr, Bottrop, Dinslaken e Duisburg.

## História

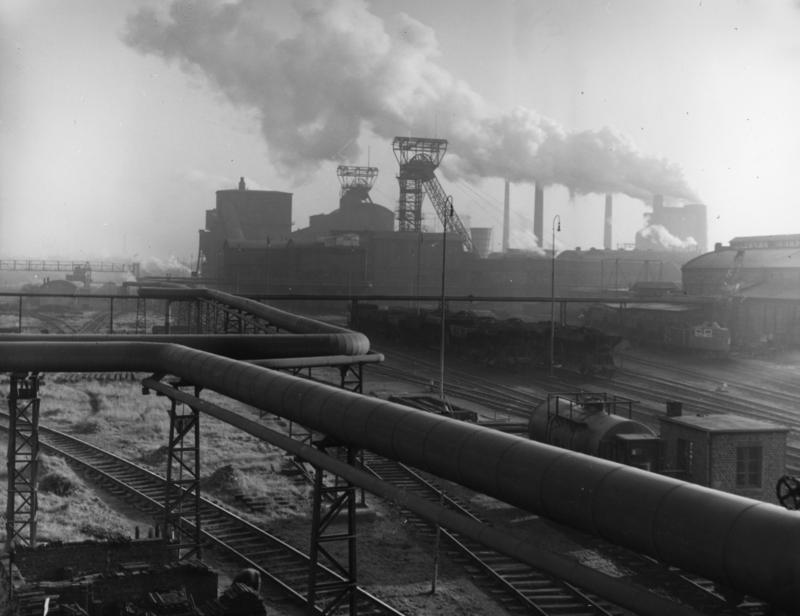
Vista pela antiga mina Concordia em 1959

A cidade de Oberhausen é um resultado do crescimento económico do século XVIII. A cidade foi fundada após a inauguração da linha ferroviária entre Minden e Colónia em 1862. Antigamente só existiam aldeias na área da presente cidade, mas quando foi descoberto carvão por volta de 1860 a zona tornou-se uma área de desenvolvimento industrial. Assim cresceu a cidade com a economia e fabrico de aço. Em 1862 foram algumas aldeias unidas para formar a nova cidade de Oberhausen. A cidade recebeu o direito a intitular-se como cidade em 1874. Em 1929 foram integradas as cidades de Osterfeld e Sterkrade. Em 1901 moravam 40 000 pessoas na cidade e até 1914 a população cresceu para mais de 100 000 habitantes. Em 1963 a população chegou ao seu valor mais alto com 263 000 residentes. Hoje moram cerca de 218 000 pessoas na cidade, das quais 12,4% são de origem estrangeira.
Depois a queda da produção de aço tenta a cidade de se recriar. Em 1996 abriu o CentrO, o maior centro comercial da Europa, e a cidade participou na Internationale Bauausstellung Emscherpark (IBA) um programa da Regionalverband Ruhr para reactivar antigos prédios e fábricas com fins modernos.

## Política
A cidade Oberhausen recebeu uma constituição com Prefeito e Conselho em 1862. Após Oberhausen ser nomeada "cidade" em 1874, também um Prefeito principal e uma Câmara Municipal foram estabelecidos. Também as aldeias de Osterfeld e Sterkrade tinham um prefeito mas perderam o título com a reorganização comunal.
Na época do nazismo e depois da Segunda Guerra Mundialos líderes dos partidos ou da Aliança tinham o poder de manter um Prefeito na cidade.

## Tráfego

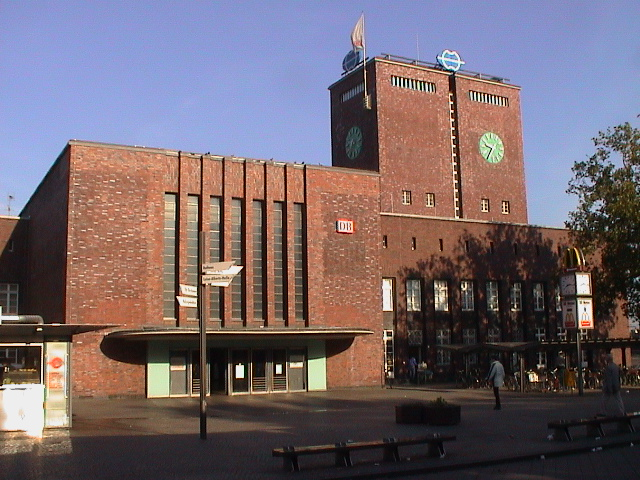
Estação Central de Oberhausen

Oberhausen tem uma conexão boa com a rede nacional de "Autobahn":
- A2 (E34) (Oberhausen - Dortmund - Bielefeld - Hanover - Magdeburg - Berlim)
- A3 (E35) (Arnhem - Oberhausen - Colónia - Frankfurt - Würzburg - Nuremberg - Passau - Linz)
- A40 (Ruhrschnellweg, Venlo - Duisburg - Essen - Dortmund)
- A42 (Emscherschnellweg, Kamp-Lintford - Oberhausen - Gelsenkirchen - Dortmund)
- A516 (Kreuz Oberhausen - Oberhausen-Zentrum)

Oberhausen tem uma ligação directa aos aeroportos de Düsseldorf que fica só 35 km s sul da cidade, e também aos aeroportos de Colónia/Bona, Münster/Osnabrück, Dortmund e Weeze. Em Essen e Dinslaken há dois aeródromos menos importantes.
Já em 1847 a cidade recebeu uma ligação à linha ferroviária alemã. Hoje a estação é uma paragem na rede do ICE International Amesterdão Centraal – Utrecht Centraal – Köln Hauptbahnhof – Frankfurt (Main) Hbf / Basel SBB. Aliás, param em Oberhausen comboios do sistema nacional IC, trens nocturnos e linhas regionais.

## Cultura

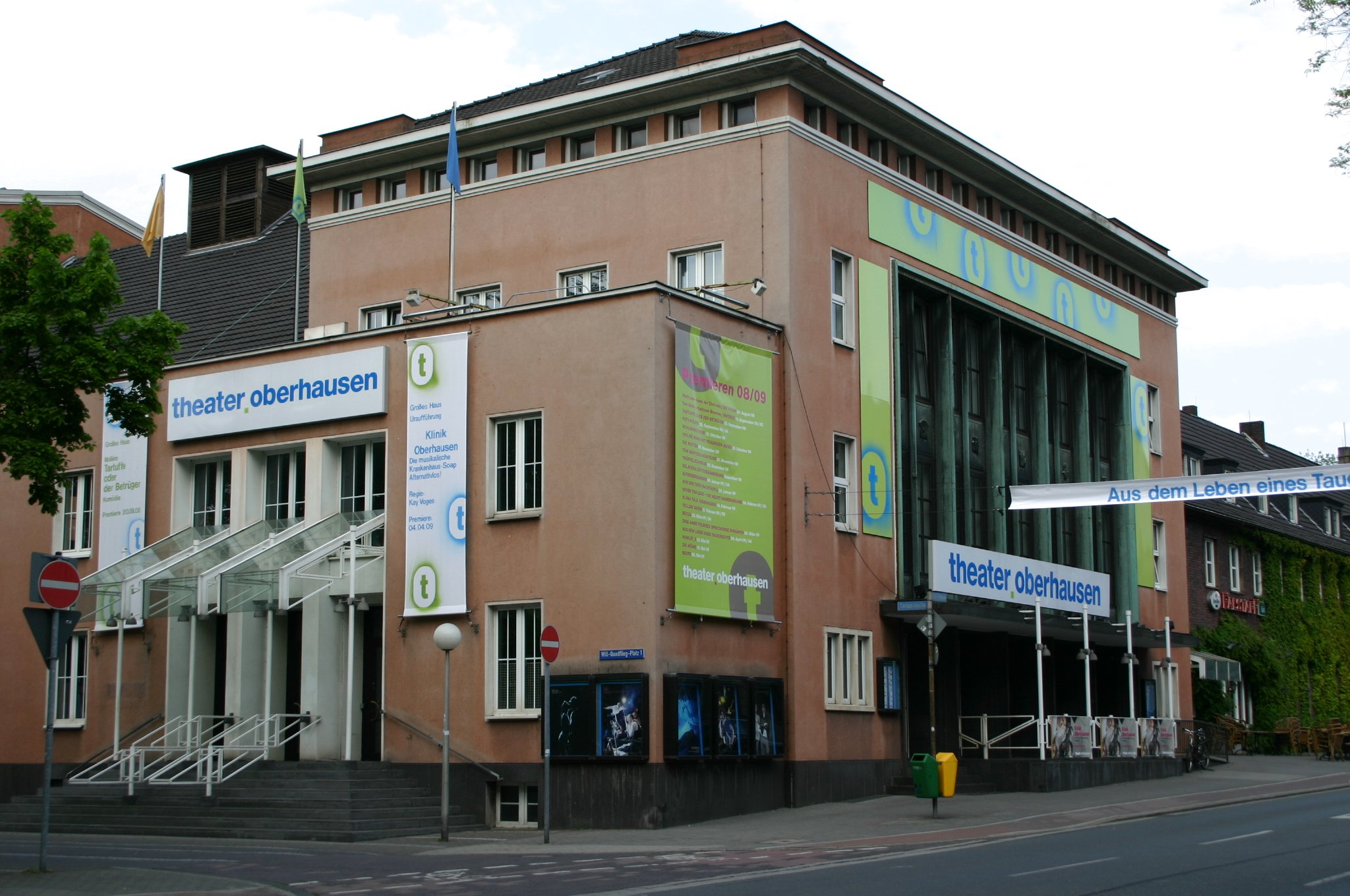
Teatro Municipal Oberhausen

Com mais de três milhões de visitantes, a maior atração da cidade é o Gasometer Oberhausen, um dos mais frequentados museus do país. O Gasometer foi construído para usos industriais e convertido em área de exposições. Está situado na área central, próximo da König-Pilsener-Arena - uma sala polivalente para acolher espetáculos, congressos e acontecimentos desportivos de grande envergadura. 
Na década de 1990 o Teatro Municipal de Oberhausen ganhou vários prêmios. Hoje o programa é da responsabilidade e direção de Peter Carp. Há muitos outros teatros na cidade, dentre os quais um teatro especial para a apresentação de musicais.
Desde 1954, a cada ano, realiza-se na cidade o  Festival Internacional de Curtas-Metragens  (Internationale Kurzfiltage Oberhausen).

## Desporto
Em Oberhausen há mais de 250 clubes para os habitantes praticarem desporto. O mais famoso clube da cidade é o Rot-Weiss Oberhausen que foi fundado em 1904. Entre 1969 e 1973 o clube jogou na 1. Bundesliga. Hoje, após de 3 anos de ausência, RWO voltou a jogar na 2. Bundesliga. Famosa é também a equipe feminina de basquetebol de New Basket Oberhausen, que conquistou em 2004 o segundo lugar no campeonato nacional. Também os tenistas do OTHC e os jogadores do clube de hóquei no gelo jogaram na primeira divisão. Os três clubes com os mais sócios são o Turnerbund Osterfeld, o TV Jahn Königshardt e o Turnclub Sterkrade 1869.

## Atrações turísticas
Além dos museus da cidade, uma das grandes atrações tem sido Paul, o polvo, residente no aquário de Oberhausen, que alegadamente acerta quase sempre nos resultados de importantes jogos de futebol, tendo acertado todas as suas previsões para a Copa do Mundo 2010.